# 나바리정
나바리정(名張町)은 미에현 나가군에 설치되었던 정이다. 현재의 나바리시에 해당한다.